# Символи Аоморі

## Символи міста
Емблема Аоморі — стилізований ієрогліф 青 (ao, зелень), перший знак слова «Аоморі» (青森). Нижня складова цього ієрогліфа (місяць) зображена у вигляді кола, а верхня складова (рослина) представлена зіркою. Сім кутів зірки уособлють сім зірок Великого возу, сузір'я, що асоціюється з північчю. Емблема Аоморі символізує назву міста та його північне положення.
|               |
| Прапор Аоморі |

Прапор Аоморі — полотнище білого кольору, сторони якого співвідносяться як 2 до 3. В центрі полотнища розміщена емблема міста. Зірка емблеми має зелений колір, що символізує багату природу міста, а коло — синій, що уособлює затоку Муцу на березі якої розташоване Аоморі.
|                  |              |
| Японська троянда | Ялиця Маріса |

Символ-квітка Аоморі — японська троянда. Її яскравий колір і приємний аромат оспівували у віршах і піснях стародавні японські поети. Троянда була затверджена квіткою міста 2005 року.
Того ж року було визначено дерево-символ міста. Ним стала Ялиця Маріса, також відома як аоморійська ялиця. Це вічно зелене дерево зберігає свою красу протягом усього календарного року. 
Аоморі має також символи серед представників місцевої фауни: птахом міста є сова, а комахою — світлячок.